# Smrekovečki rasjed
Smrekovečki rasjed je rasjed u Hrvatskoj. Smatra ga se istočnim nastavkom Perijadranskog lineamenta. 
Južno od Rogaške Slatine preko Huma na Sutli, Lepoglave, Varaždinskih Toplica do Slanja proteže se rasjedna zona koja je u geološkoj literaturi poznata kao "Zona pršinaca". Smrekovečki rasjed prirodni je nastavak te zone. 
Kod Smrekovca pojavljuje se andezit, andezitni tuf, tuf, tufiti i vulkanska breča. Vulkanski kameni nađeni južno od ovog rasjeda označili su vulkanizam kao osobinu Savinjskih Alpa. Premru je prikazao regionalnu tektonsku strukturu ovih krajeva. Kod smrekovečkog i šoštanjskog rasjeda nalazi se ormoški i ljutomerski. Oba počinju u Velenjskoj udolini te se prema nasuprot istoku povlače do labotskog rasjeda, te se nastavlja u sjeveroistočnu Sloveniju.
Staro ime Vitanjski rasjed Teller je preimenovao u Smrekovečki rasjed.